# Grewia crenata
Grewia crenata là một loài thực vật có hoa trong họ Cẩm quỳ. Loài này được (G.Forst.) Schinz & Guillaumin mô tả khoa học đầu tiên năm 1921.